# Cliff Bennett
Clifford Bennett (4 de junio de 1940), conocido por su diminutivo de Cliff Bennett, es un cantante y músico británico que saltó a la fama en la década de 1960 como líder del grupo The Rebel Rousers. Tras dejar la banda lideró los grupos Toe Fat y Shanghái, también tuvo un intento fallido en solitario, lanzado su único álbum en 1971.

## Primeros años
Bennett nació el 4 de junio de 1940 en Slough, Buckinghamshire, Reino Unido y al principio de su adolescencia su destino parecía ser de trabajador de función calificado, pero amaba la música. A la mitad de su adolescencia se aspiró a cantar y aprendió a tocar la guitarra en Estados Unidos, al descubrir que si practicaba más lograría hacer actuaciones al estilo estadounidense.

## Carrera

### The Rebel Rousers[2]
Bennett formó la banda en 1957. Grabaron varios sencillos con el productor discográfico Joe Meek que fueron publicados por Parlophone. Bennett siguió grabando para Parlophone, publicando versiones de "You've Really Got a Hold on Me" y "Got My Mojo Working".
Brian Epstein se convirtió en su representante en septiembre de 1964. Su séptimo lanzamiento, "One Way Love" (escrito por Bert Berns y Jerry Ragovoy bajo sus seudónimos Bert Russell y Norman Meade) b/w "Slow Down", alcanzó el número 9 en la UK Singles Chart. Su siguiente tema, "I'll Take You Home" (escrito por Barry Mann y Cynthia Weil) b/w "Do You Love Him", alcanzó el número 42. "Three Rooms With Running Water" (escrita por Jimmy Radcliffe y Bob Halley) no llegó a la lista. A principios de 1966, la banda fue la telonera de los Beatles en su última gira europea. Bennett tuvo la oportunidad de escuchar la canción de Paul McCartney "Got to Get You into My Life", que se utilizó en el álbum Revolver, pero que nunca se publicó como sencillo. Bennett la grabó, con su propia composición "Baby Each Day" en la cara B. McCartney produjo la sesión. El disco alcanzó el número 6 en la lista de éxitos del Reino Unido, convirtiéndose en el mayor éxito de Bennett. Bennett volvió al cancionero de McCartney / Lennon en 1968 cuando grabó "Back in the USSR" como Cliff Bennett and his Band. Lanzado como sencillo en Parlophone, no logró causar ninguna impresión en la lista de éxitos.
También en 1968, The Rebel Rousers dejó a Cliff Bennett y Harvey Hinsley se unió a la banda, que para entonces incluía a Hodges, Burt, John Golden, Moss Groves y Roy Young. 

### Carrera posterior
Bennett pasó a formar parte de Toe Fat. Tras la disolución de Toe Fat, dos de sus miembros (Ken Hensley y Lee Kerslake) se unieron a Uriah Heep, y se le pidió a Bennett que se uniera a ellos, pero lo rechazó.
También se le consideró para el puesto de vocalista principal en Blood, Sweat & Tears cuando David Clayton-Thomas se marchó a principios de los 70, pero una vez más rechazó el puesto.
Bennett publicó un álbum en solitario, Rebellion, en 1971, pero no pudo reavivar su éxito de la década anterior. 
Entre 1975 y 1976 fue el vocalista de una banda llamada Shanghái, que publicó dos álbumes. Otros miembros eran Mick Green (guitarra), Chuck Bedford (voz, armónica, 1974-75), Pete Kircher (batería, voz), Mike Le Main (bajo, teclados, 1974-75), Brian Alterman (guitarra, 1975-76) y Pat King (bajo, 1975-76). 
A finales de la década de 1970, Bennett se retiró de la industria musical para dedicarse a la navegación.